# Villamosszék

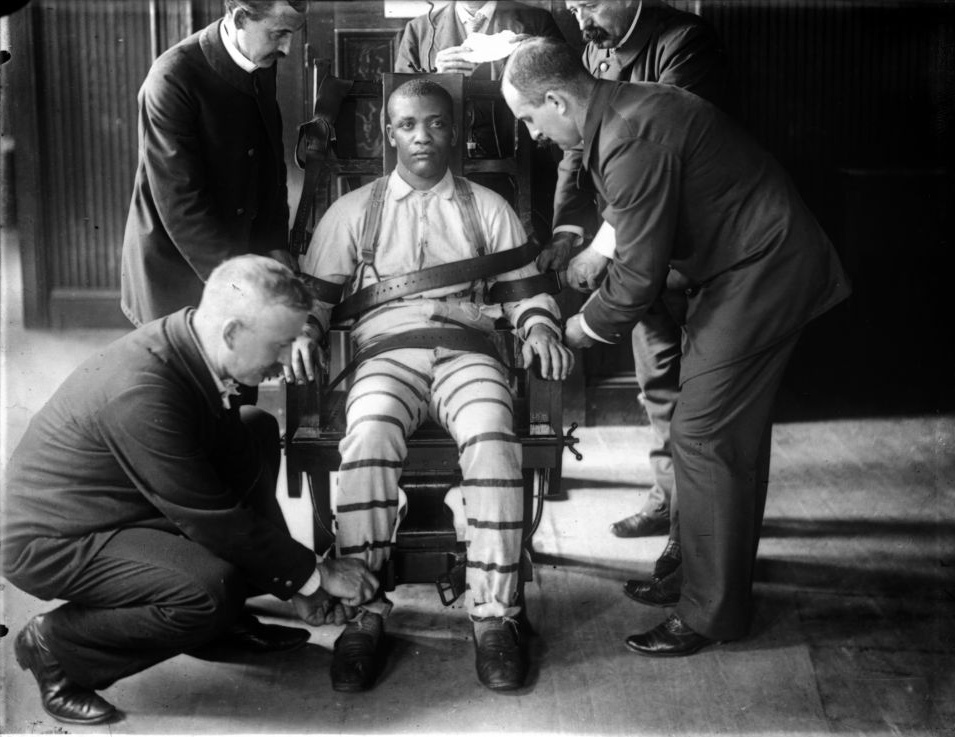
Egy elítéltet a villamosszékhez szíjaznak a Sing Sing börtönben, 1900 körül (Fotó: William M. Vander Weyde)

A villamosszék az Egyesült Államokban és régebben a Fülöp-szigeteken alkalmazott kivégzési módszer. Ma már csak Alabama, Dél-Karolina, Virginia és Nebraska államokban törvényes eljárás. Nebraska kivételével azonban az elítélt alternatívaként a méreginjekciót is választhatja.
A 19. század végén az USA-ban, főleg a rosszul sikerült akasztások miatt, többen is javasolták egy humánusabb kivégzési módszer bevezetését. Ellentétben több európai állammal, a nyaktiló (guillotine) bevezetését elvetették. 
Az elektromos áram kivégzésekhez való felhasználására az ötletet az ekkor már viszonylag gyakori áramütéses balesetek adták. Az első villamosszéket Harold P. Brown, Thomas Alva Edison alkalmazottja készítette, aki Edison konkurensének, Westinghouse-nak a váltóáramú technológiáját alkalmazta.
Bár valamikor gyakori kivégzési mód volt az USA-ban, jelenleg már egyetlen állam sem alkalmazza, legfeljebb alternatív módként fordulhat elő. Az államok előbb gázkamrára, majd a méreginjekcióra tértek át; a jelenlegi kivégzési gyakorlat csaknem kizárólag méreginjekciót jelent. Villamosszékes kivégzés évek óta nem fordult elő, de hosszú idő után 2013. január 16-án újra kivégeztek egy többszörös gyilkos elítéltet, aki maga választotta a villamosszéket (néhány éve egy másik elítélt a szintén régóta nem alkalmazott golyó általi halált kérte saját kivégzésére; ez a mód bizonyos államokban most is választható kivégzési alternatíva.)

## A kivégzés menete

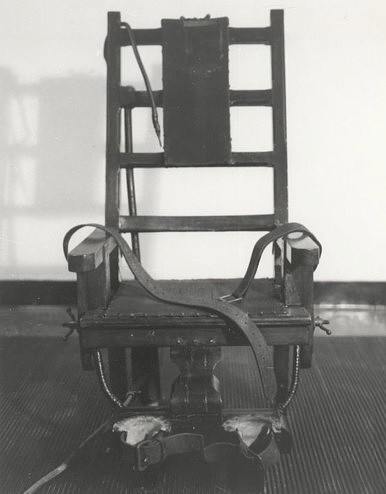
Villamosszék, Sing Sing börtön

A kivégzés során az elítéltet egy székbe szíjazzák, majd a fejére és a lábára elektródákat rögzítenek. A jobb vezetőképesség érdekében ezeken a helyeken a testszőrzetet eltávolítják, és a bőrt benedvesítik. Az elítélt arcára maszkot helyeznek, amit szorosan, szíjakkal rögzítenek. Ezzel akadályozzák meg, hogy a szemek a szemüregből az áramütés következtében kiugorjanak. Az elítéltet először egy 2000-4000 voltos áramütés éri, ennek célja kettős. Egyrészt ideális esetben az agyon áthaladó áram azonnali öntudatvesztést, vagy akár agyhalált okoz. Másrészt a kapcsolódási pontokon a bőrön  bemeneti csatornák alakulnak ki, amelyek elektromos ellenállása jóval alacsonyabb. Az emberi test elektromos ellenállása jórészt a bőrnek köszönhető, a belső szervek jó elektromos vezetők, így az első hullám azokat célozza meg az agy mellett. Néhány másodperc után a kezdeti feszültséget 500-1000 V-ra csökkentik, ezt tartják fenn kb. 1 percig (a pontos feszültségek és időtartamok államonként változnak). Hogy az elítélt garantáltan életét veszítse, a második hullám célpontjai elsődlegesen a létfontosságú szervek. Ezután egy orvos ellenőrzi, hogy valóban beállt-e a halál. Ha nem, a műveletet megismétlik. Bár az elítéltek többsége a másodperc töredéke alatt elveszti öntudatát és legfeljebb két áramütéstől meghal, ezt garantálni nem sikerült, és néha problémás esetek fordultak elő.
A kivégzés során a testhőmérséklet elérheti a 60 °C-ot, gyakran füst is képződik. Az elítélt teste több helyen elszenesedhet, extrém esetben egészen morbid égési sérülések keletkezhetnek. Megeshet, hogy az elítélt az áramütések között magához tér és nagy fájdalmai vannak. Előfordult az is, hogy a szokatlanul erős szívű személynél az áramütést többször megismételték, mire a szív megállt, de ennek következményeként az elítélt feje gyakorlatilag elszenesedett.

## Története

A villamosszék egykori használata az USA államaiban:
Csak másodlagos alkalmazás
Elsődleges alkalmazás (ma már itt sem használják)
Soha nem volt alkalmazásban

### Korai fejlesztések
1886-ban New York állam kormányzata felállított egy bizottságot, amelynek feladata az akasztásnál humánusabb ítéletvégrehajtási módszer kitalálása volt. Alfred P. Southwick, a bizottság egyik tagja vetette fel az elektromos árammal való kivégzés ötletét, miután hallotta, hogy a közelmúltban egy ittas férfi milyen gyorsan és viszonylag fájdalommentesen meghalt egy magasfeszültségű vezeték érintésétől. Mivel Southwick fogorvos volt, ahhoz szokott, hogy úgy végzi a különböző beavatkozásokat páciensein, hogy azok székben ülnek. Így született meg az ötlet, hogy az elektromos berendezés egy ülőalkalmatosság legyen, ami egy helyben tartja az elítéltet a kivégzés során.
Az első villamosszéket Harold P. Brown és Arthur Kennelly készítette. Brown Thomas Alva Edison alkalmazottjaként dolgozott, feladata a halálos áramütés kutatása és a villamosszék fejlesztése volt. Kennelly Edison főmérnöke volt West Orange-ban, őt jelölték ki arra, hogy Brownnal együtt dolgozzon a terven. Habár Edison segítette két neki dolgozó embere munkáját, sokan tévesen a végül megszületett találmányt is neki tulajdonítják.
Brown a váltakozó áram használatát javasolta, szemben az egyenárammal. Ugyan a váltóáram felfedezése Edison riválisának, Westinghouse-nak a nevéhez fűződik, az ötlet mégis támogatásra talált részéről, mivel hatásosabbnak bizonyult e téren.
Hogy igazolják a váltakozó áram hatását, kivégzésekre való alkalmasságát és bevezetését elérjék, Brown és Edison több állatot is nyilvánosan kivégzett a módszerrel. A legtöbb kísérletet Edison West Orange-i laboratóriumában végezték el 1888-ban. A demonstrációs kivégzések meghozták a remélt eredményt, így a döntőbizottság 1889-ben elfogadta és jóváhagyta a villamosszéket.

### Az első kivégzések
Az első, villamosszékben végrehajtott kivégzésre 1890. augusztus 6-án New York államban, Auburn kisváros börtönében került sor. A kivégzett William Kemmler, egy elítélt gyilkos volt. A folyamat Edwin F. Davis hóhér, Edward Charles Spitzka és Charles F. Macdonald orvosok jelenléte mellett zajlott le.
Az első 17 másodpercig tartó, 1300 voltos áramütés következtében az elítélt eszméletét vesztette, de miután megvizsgálták, kiderült, hogy Kemmler szíve és légzése nem állt le. Ezután Spitzka állítólag a szék újbóli üzembe helyezéséért kiáltott, viszont az áramot szolgáltató generátornak időre volt szüksége az ismételt használathoz. A második fázisban Kemmler testét 2000 voltos sokkhatás érte. A bőr alatti véredényei felszakadtak és az elektródák körüli bőrfelületi részek megperzselődtek.
Az egész kivégzés 8 percet vett igénybe. George Westinghouse, aki akkoriban Thomas Edison egyik fő riválisának számított, ekképpen nyilatkozott: „Jobban tették volna, ha egy bárdot használnak." Sokkal pozitívabb véleménye az egyik tudósító riporternek sem volt, szerinte ez „borzalmas látvány, sokkal rosszabb volt, mint az akasztás".
Az első villamosszékben kivégzett női elítélt Martha M. Place volt, őt a Sing Sing börtönben végezték ki 1899. március 20-án.

### Elterjedése
A villamosszéket először Ohio (1897-ben), majd Massachusetts (1900-ban), New Jersey (1906-ban) és később Virginia (1908-ban) állam állította szolgálatba, de a módszer nemsokára az egész Egyesült Államokban elterjedtté vált. Azon államok többsége, amelyek jelenleg is alkalmazzák, vagy alkalmazták ezt a végrehajtási módszert, a Mississippitől keletre található. Ezen megoldás volt tulajdonképpen egészen az 1980-as évek közepéig az elsődleges kivégzési mód, amikor is megjelent a hamar széles körökben elfogadásra találó méreginjekció, amellyel humánusabban és könnyebben lehet végrehajtani a halálos bírói ítéleteket.